# Svitávka
Svitávka település Csehországban, a Blanskói járásban. Svitávka Sebranice, Skalice nad Svitavou, Chrudichromy, Letovice, Nýrov és Míchov településekkel határos. Lakosainak száma 1883 fő (2024. január 1.).

## Népesség
A település lakosságának változását az alábbi diagram mutatja:
| Lakosok száma | 1380 | 1667 | 2350 | 2024 | 1873 | 1683 | 1804 | 1836 | 1803 | 1883 |
|               | 1869 | 1890 | 1921 | 1950 | 1980 | 2001 | 2017 | 2019 | 2022 | 2024 |